# Kusić
Kusić (en serbe cyrillique : Кусић ; en hongrois : Kusics) est une localité de Serbie située dans la province autonome de Voïvodine. Elle fait partie de la municipalité de Bela Crkva dans le district du Banat méridional. Au recensement de 2011, elle comptait 1 176 habitants.
Kusić, officiellement classé parmi les villages de Serbie, est situé sur les bords de la Nera.

## Histoire
Kusić est mentionné pour la première fois en 1384. Le monastère de Kusić, situé à proximité, a été fondé au XIVe siècle. La première église du village a été construite en 1747.
Un moulin à eau a été construit sur la rive de la Nera à la fin du XIXe siècle ; inscrit sur la liste des monuments culturels de grande importance de la République serbe (identifiant no SK 1459), il est aujourd'hui détruit.

## Démographie

### Évolution historique de la population
| 1948  | 1953  | 1961  | 1971  | 1981  | 1991  | 2002  | 2011  |
| ----- | ----- | ----- | ----- | ----- | ----- | ----- | ----- |
| 2 057 | 2 059 | 1 912 | 1 808 | 1 622 | 1 560 | 1 361 | 1 176 |

|  |